# (10522) 1990 SN3
(10522) 1990 SN3 est un astéroïde de la ceinture principale découvert en 1990.

## Description
(10522) 1990 SN3 a été découvert le 18 septembre 1990 à l'observatoire Palomar, situé au nord de San Diego en Californie, par Henry E. Holt.

### Caractéristiques orbitales
L'orbite de cet astéroïde est caractérisée par un demi-grand axe de 2,20 ua, un périhélie de 1,73 ua, une excentricité de 0,21 et une inclinaison de 5,19° par rapport à l'écliptique. Du fait de ces caractéristiques, à savoir un demi-grand axe compris entre 2 et 3,2 ua et un périhélie supérieur à 1,666 ua, il est classé, selon la JPL Small-Body Database, comme objet de la ceinture principale.

### Caractéristiques physiques
(10522) 1990 SN3 a une magnitude absolue (H) de 14,0 et un albédo estimé à 0,114.